# Université de Rouen-Normandie
Université de Rouen-Normandie je francouzská národní univerzita se sídlem v Rouen v Normandii.
Kromě svých zařízení v Rouenu a okolí má několik univerzit v Évreux a Elbeuf. Univerzita má asi 28 000 studentů. Mezi zdejší profesory patří Natalie Deprazová, jedna z nejuznávanějších francouzských fenomenologek a filozofek.

## Slavní absolventi
- Rilès, francouzsko-alžírský rapper, skladatel, textař a hudební producent z Rouenu ve Francii